# Rocking Silver
Rocking Silver er en dansk film fra 1983, skrevet og instrueret af Erik Clausen.

## Medvirkende
- Leif Sylvester Petersen
- Eva Madsen
- Erik Clausen
- Bjørn Uglebjerg
- Jens Okking
- Claus Strandberg
- Lasse Spang Olsen
- Jonas Elmer
- Peter Gantzler
- Jarl Forsman
- Teddy Edelmann